# Диалект Цзяньоу
Диалект Цзяньоу (Северноминьский язык: Gṳ̿ing-é-dī / 建甌事; кит. трад. 建甌話, упр. 建瓯话, пиньинь Jiàn'ōuhuà, палл. цзяньоу хуа) — диалект северноминьского языка, используемый в Цзяньоу, в северной части провинции Фуцзянь.

## Фонетика и фонология
Согласно Цзяньчжоу ба инь (建州八音), словарь рифм опубликованный в 1795 году, в XVII веке в диалекте цзяньоу было 15 инициалей, 34 финали и 7 тонов. Однако в современном диалекте всего лишь 6 тонов, так как "восходящий тон" (陽平) исчез из диалекта.

## Инициали
|               |                       | Губно-губные | Альвеолярные | Лабиовелярные | Глоттальные |
| ------------- | --------------------- | ------------ | ------------ | ------------- | ----------- |
| Носовые       | Носовые               | m            | n            | ŋ             |             |
| Взрывные      | глухие без придыхания | p            | t            | k             | ʔ           |
| Взрывные      | глухие с придыханием  | pʰ           | tʰ           | kʰ            |             |
| Аффрикаты     | глухие без придыхания |              | ts           |               |             |
| Аффрикаты     | глухие с придыханием  |              | tsʰ          |               |             |
| Щелевые       | Щелевые               |              | s            | x             |             |
| Аппроксиманты | Аппроксиманты         |              | l            |               |             |

## Финали
|                        | Открытый слог | Открытый слог | Открытый слог | Открытый слог | Открытый слог | Открытый слог | Открытый слог | Открытый слог | Открытый слог | Открытый слог | Закрытый слог | Закрытый слог | Закрытый слог | Закрытый слог | Закрытый слог | Закрытый слог |
| ---------------------- | ------------- | ------------- | ------------- | ------------- | ------------- | ------------- | ------------- | ------------- | ------------- | ------------- | ------------- | ------------- | ------------- | ------------- | ------------- | ------------- |
| Финаль открытого рта   |               | a             | e             | ɛ             | œ             | ɔ             | o             | ai            | au            |               |               | aŋ            | aiŋ           | eiŋ           | œyŋ           | ɔŋ            |
| Финаль растянутого рта | i             | ia            |               | iɛ            |               | iɔ            |               |               | iau           | iu            | iŋ            | iaŋ           |               | ieiŋ          |               | iɔŋ           |
| Финаль закрытого рта   | u             | ua            |               | uɛ            |               |               |               | uai           |               |               | uiŋ           | uaŋ           | uaiŋ          |               |               | uɔŋ           |
| Финаль стянутого рта   | y             |               |               | yɛ            |               |               |               |               |               |               | yiŋ           |               |               |               |               |               |

## Тоны
В диалекте цзяньоу 4 тона, их число сокращается до двух в ударных закрытых слогах.
| Номер тона | Наименование тона           | Контур тона      |
| ---------- | --------------------------- | ---------------- |
| 1          | ровный (平聲)               | ˥˦ (54) or ˥ (5) |
| 2          | нисходяще-восходящий (上聲) | ˨˩ (21) or ˩ (1) |
| 3          | тёмный нисходящий (陰去)    | ˧ (3)            |
| 4          | светлый нисходящий (陽去)   | ˦ (4)            |
| 5          | тёмный входящий (陰入)      | ˨˦ (24)          |
| 6          | светлый входящий (陽入)     | ˦˨ (42)          |

Входящие тоны в диалекте цзяньоу не имеют конечных полугласных или согласных звуков финали (入聲韻尾), например таких как /-ʔ/, /-p̚/, /-t̚/ и /-k̚/, что отличает диалект цзяньоу от других видов китайского языка.

## Сноски
1. ↑  не имеют медиали и гласных i, u, или ü в качестве слогообразующих
2. ↑  /e/ склонен к слиянию в [ɪ]
3. ↑  /o/ склонен к слиянию в [ʊ]
4. ↑  В современном диалекте цзяньоу /oŋ/ превратился в /ɔŋ/.
5. ↑  в медиали или в качестве слогообразующего имеет звук i, но не имеют u или ü
6. ↑  в медиали или в качестве слогообразующего в централи имеет звук u
7. 1 2  /yɛ/ склонен к слиянию в /uɛ/.
8. 1 2  /yiŋ/ склонен к слиянию в /uiŋ/.
9. ↑  в медиали или в качестве слогообразующего в централи имеет звук ü